# Пайл, Эрни
Эрнест Тейлор Пайл (англ. Ernest Taylor Pyle; 3 августа 1900, Дана, Индиана, США — 18 апреля 1945, остров Иэдзима, Тихий океан) — американский журналист, военный корреспондент, лауреат Пулитцеровской премии. Корреспондент газетной сети Скриппса-Говарда. Широкое признание получил за статьи о простых людях американского села и позднее — об американских солдатах во время Второй мировой войны. Его колонка публиковалась более чем в трёхстах газетах по всем США.
С 1935 по 1941 годы Пайл проехал по всей территории Соединенных Штатов, описывая быт жителей сельских поселений. После вступления США во Вторую мировую войну он продолжил печатать статьи, написанные в самобытном, простонародном стиле. Первые репортажи велись из тыла, позднее — из Европы и с Тихого океана. Пайл был убит огнём противника на Иэдзиме во время битвы за Окинаву.
К моменту смерти Пайл был одним из самых известных американских военных корреспондентов. В 1944 году он был награждён Пулитцеровской премией за репортажи об американских пехотинцах, написанные от первого лица. Гарри Трумэн писал о Пайле: «Ни один человек в этой войне не рассказал историю американских солдат так, как хотели бы её рассказать американские солдаты. Он заслуживает благодарности всех соотечественников».

## Ранние годы
Пайл родился в семье Клайда Уильяма Пайла и Марии Тейлор в районе Даны, штат Индиана, 3 августа 1900 года. После окончания местной школы он во время Первой мировой войны в возрасте 17 лет поступил в резерв ВМС США. Прослужил три месяца действительной службы, по окончании войны был демобилизован в звании матроса третьего класса.
После войны Пайл поступил в Индианский университет, был редактором студенческой газеты, вместе с членами братства Сигма-Альфа-Эпсилон ездил в Восток. Всего за семестр до выпуска бросил университет и поступил на работу в газету города Лапорт, штат Индиана.
В Лапорте Пайл проработал три месяца, после чего переехал в Вашингтон, округ Колумбия, где стал репортером таблоида The Washington Daily News. В 1923 году Пайл был назначен ответственным редактором и занимал этот пост в течение трёх лет, все это время страдая от невозможности что-нибудь писать.
В Вашингтоне он встретился с Джеральдин Сайболдс, на которой женился в 1925 году. Отношения в паре были сложными, Джеральдин страдала от периодических приступов психического заболевания и алкоголизма.

## Карьера колумниста
В 1926 Пайлу надоело работать за письменным столом и он ушёл с работы. В течение следующих двух лет вместе с женой он проехал более 9000 км по всей территории Соединенных Штатов. В 1928 году он вернулся в The Washington Daily News, и в следующие четыре года заслужил репутацию первого и самый известного в стране авиационного обозревателя. Как позднее говорила Амелия Эрхарт, «любой лётчик, который не знал Пайла, был никем».
В 1932 году Пайл вновь стал ответственным редактором The Washington Daily News. Два года спустя он взял длительный отпуск и уехал в Калифорнию, чтобы вылечить тяжелую простуду. По возвращении, чтобы заменить ушедшего в отпуск колумниста Хейвуда Брауна, он написал серию из 11 статей о своём пребывании в Калифорнии и людях, которых там встречал.
Статьи оказались неожиданно популярны как среди читателей, так и среди коллег-журналистов. Г. Паркер, главный редактор газетной сети Скриппса-Говарда, говорил, что нашёл в колонке Пайла «марктвеновское качество». В 1935 году Пайл вновь оставил должность ответственного редактора, чтобы принять предложение от сети Скриппса-Говарда стать колумнистом. Путешествуя по шоссе и проселочным дорогам страны, он писал о необычных местах и живущих в них людях. Избранные статьи позднее были опубликованы посмертно в сборнике Home Country (1947).
Вечно недовольный своим творчеством, Пайл страдал от приступов глубокой депрессии. Его ежедневная колонка печаталась до 1942 года, уже после того, как Соединенные Штаты 8 декабря 1941 года вступили во Вторую мировую войну.

## Вторая мировая война

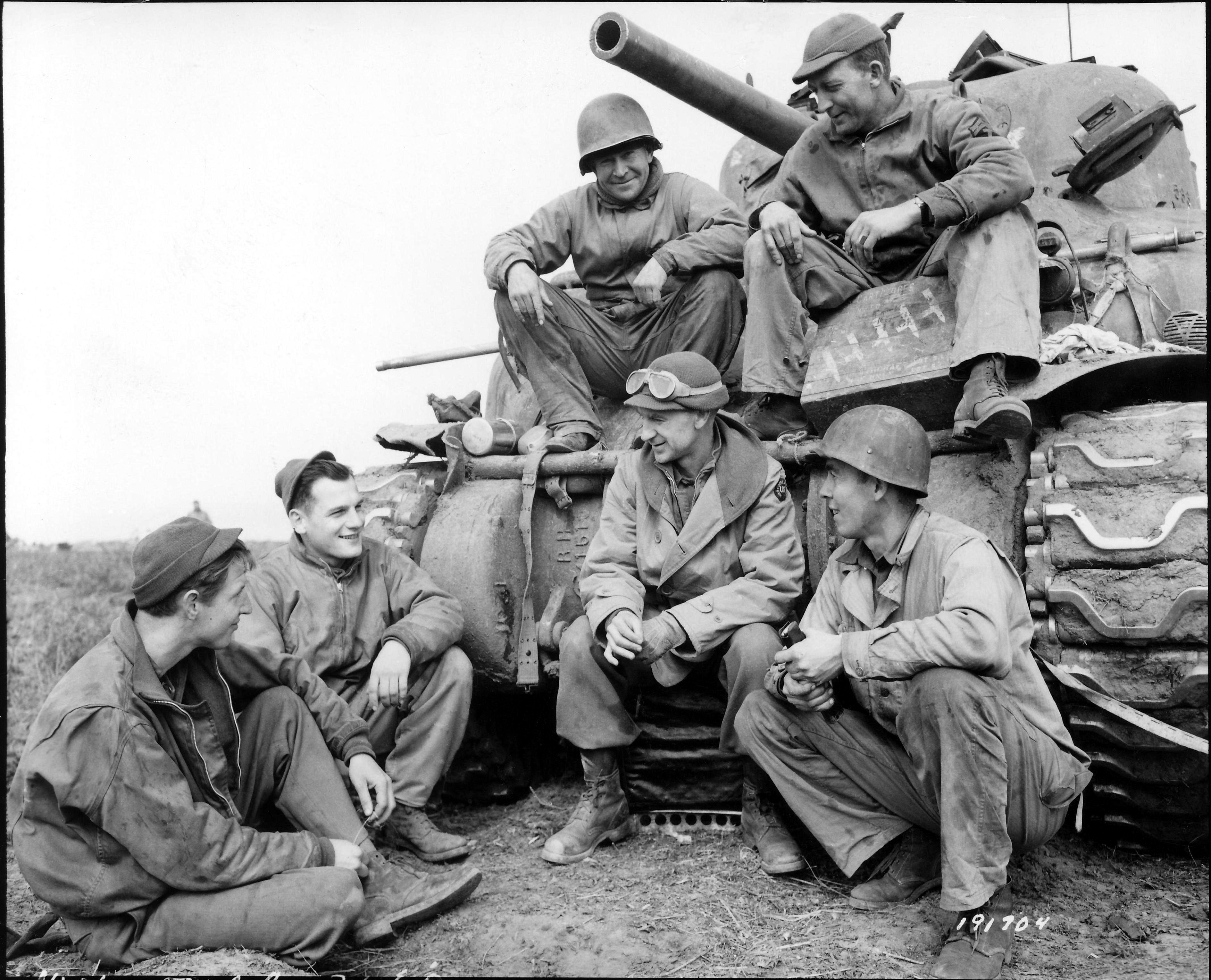
Пайл с экипажем танка 191-го танкового батальона Армии США в Анцио в 1944 году

### Европейский театр
Пайл стал военным корреспондентом и приспособил свой доверительный стиль для военных репортажей. Вместо отчёта о действиях армий или деятельности генералов, он в основном описывал происходящее с точки зрения простого солдата.
Этот подход заработал ему дополнительную популярность, и в конечном итоге, Пулитцеровскую премию по журналистике. Одной из самых читаемых и перепечатываемых его статей стала колонка «Смерть капитана Васкова» (англ. The Death of Captain Waskow). Сочинения военного времени были изданы в четырёх книгах: Ernie Pyle In England, Here Is Your War, Brave Men и Last Chapter. Укрепляя репутацию лучшего друга пехотинцев, Пайл написал в 1944 году колонку, в которой требовал выплачивать солдатам на передовой «боевые», так же как лётчики получали выплаты за боевые вылеты. Конгресс принял закон, назначавший дополнительные $10 в месяц пехотинцам, участвовавших в боях. Этот закон был назван «Законом Эрни Пайла».

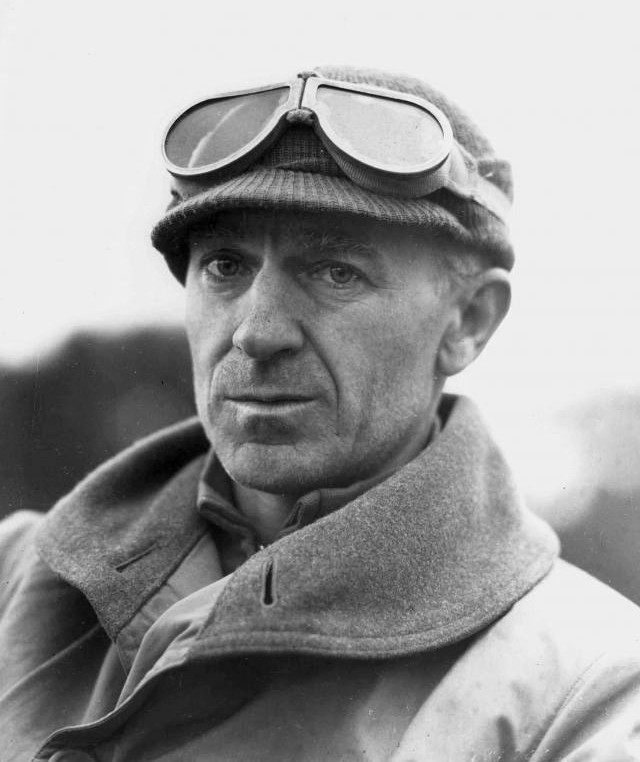
Пайл в Анцио, Италия, 1944

Пайл делал перерывы в своих репортажах несколько раз, возвращаясь домой к женой, пока они были женаты. Алкоголизм и болезнь не оставляли Джеральдин. 14 апреля 1942 пара развелась, но 10 марта 1943 года, пока Пайл был в Африке, брак снова был заключён (по доверенности).
Помимо семейных проблем Пайлу требовалось восстанавливать силы после стрессов, связанных с нахождением в зоне боёв.
После Североафриканской и Итальянской кампаний Пайл отправился в Англию, чтобы освещать высадку союзников в Нормандии.
В июле 1944, месяц спустя после «Дня Д», Пайл чуть не погиб при бомбардировке ВВС США в начале операции «Кобра» возле Сен-Ло в Нормандии. Через месяц, став свидетелем освобождения Парижа в августе 1944 года, Пайл публично извинился перед своими читателями в колонке от 5 сентября 1944 года, сказав, что «утерял смысл военных действий», и следующие две недели ничего не писал, поскольку был госпитализирован с диагнозом «посттравматический невроз». Он надеялся, что отдых дома в Нью-Мексико восстановить его силы и решимость ехать на освещать войну на Тихом океане.

### Тихоокеанский театр

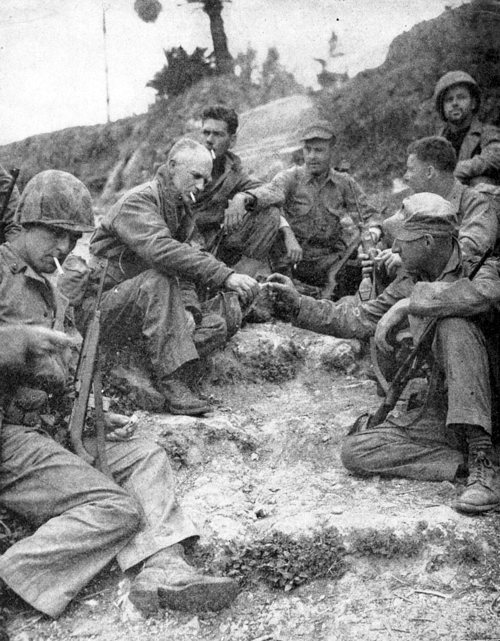
Пайл делит сигареты с морскими пехотинцами на Окинаве

Планируя освещать действия США в Тихоокеанском регионе, Пайл вступил в конфронтацию с ВМС США. На флоте придерживались принципа не сообщать имена моряков в прессе. Журналисту удалось одержать частичную победу: запрет был снят исключительно для него. В первый морской поход он отправился на авианосце USS Cabot. Он посчитал, что моряки живут «легкой жизнью» в сравнении с пехотой в Европе и дал несколько нелестных описаний службы в ВМФ.
Коллеги-корреспонденты, редактора и военнослужащие Армии США критиковали бывшего моряка Пайла за поверхностное описание трудностей войны на море. Пайл признавался, что его сердце было с пехотинцами в Европе, но он остался на Тихом океане, чтобы рассказать о героических действиях ВМФ во время вторжения на Окинаву. В это время в колонках Пайла стало проявляться предчувствие собственной смерти, он предсказал перед высадкой, что через год его не будет в живых.

### Смерть

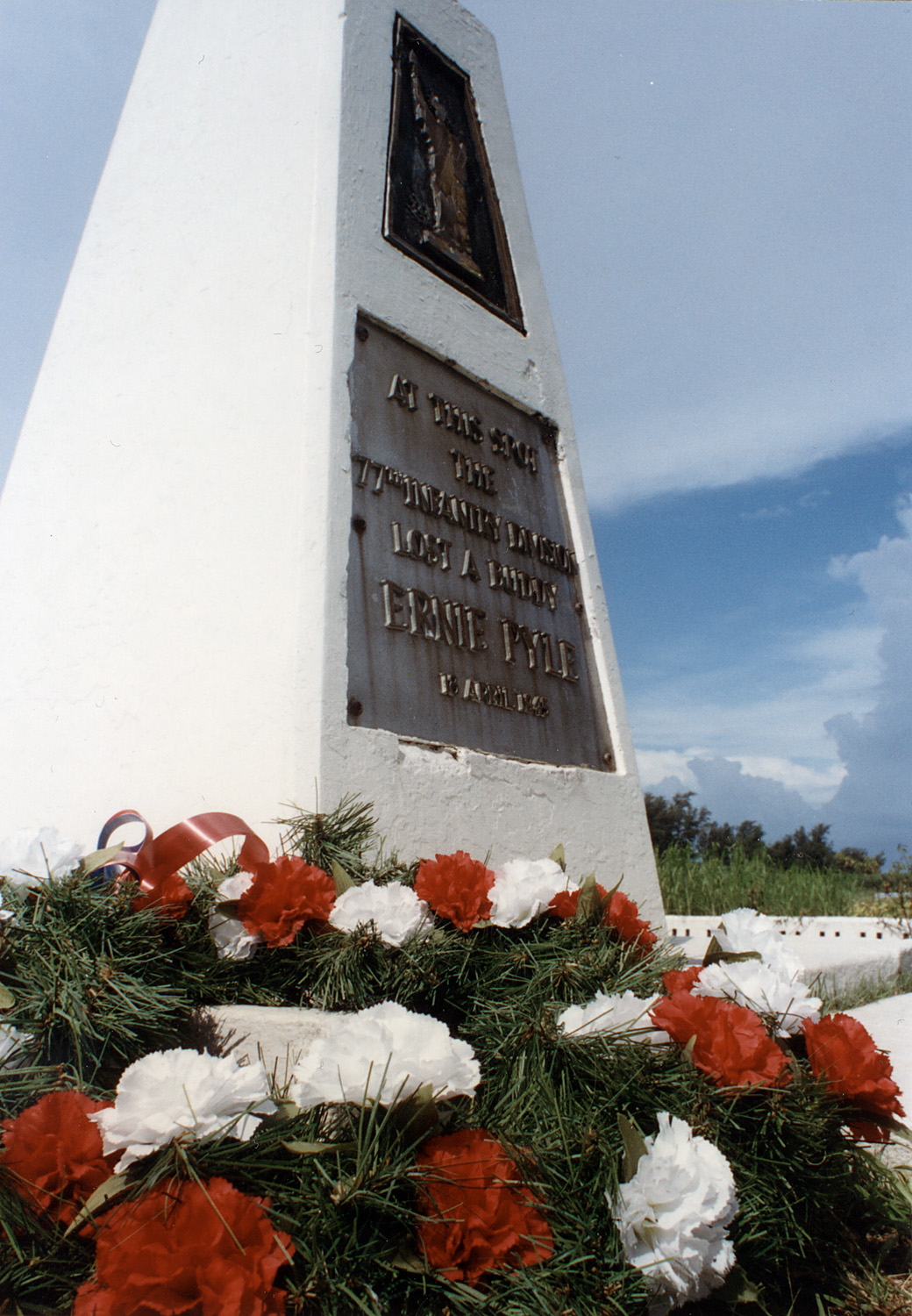
Мемориал Эрни Пайла на Иэдзиме

17 апреля 1945 Пайл десантировался на Иэдзиму, небольшой остров к северо-западу от Окинавы, с войсками 305-го стрелкового полка 77-й дивизии. На следующий день после того как оборонявшие остров японцы, судя по всему, были нейтрализованы, он ехал на джипе с лейтенант-полковником Джозефом Кулиджем, командиром 305-го полка, на новый командный пункт. Джип был обстрелян из пулемета. Мужчины укрылись в близлежащей канаве. «Чуть позже Пайл и я поднялись, чтобы осмотреться, — докладывал Кулидж. — Ещё одна очередь в сторону дороги прошла над нашими головами… Я посмотрел на Эрни и увидел, что его задело». Пуля вошла в левый висок Пайла, прямо под каской, мгновенно его убив.
Пайл был похоронен в надетой каске вместе с другими солдатами, с одной стороны от него лежал рядовой пехотинец, с другой — сапёр. Солдаты из подразделения, о котором писал журналист, установили памятник, сохранившийся до настоящего времени. Надпись на нём гласит: «На этом месте 77-я пехотная дивизия потеряла друга. Эрни Пайл, 18 Апреля 1945 года». Элеонора Рузвельт, которая часто цитировала военные репортажи Пайла в своей колонке My Day, писала на следующий день: «Я никогда не забуду, насколько приятны были встречи с ним здесь, в Белом доме, в прошлом году, и насколько я восхищалась этим хрупким и скромным человеком, способным вынести любые лишения, потому что любил свою работу и наших людей».
Хотя газеты писали, что Джеральдин Пайл «приняла новость мужественно», её здоровье стало быстро ухудшаться. Она угасла в течение нескольких месяцев после смерти Пайла, скончавшись 23 ноября 1945 года.
После войны останки Пайла были перезахоронены на Армейском кладбище на Окинаве, а позже — на Национальном мемориальном кладбище Тихого океана в Гонолулу. В 1983 году он был награждён пурпурным сердцем — редкая честь для гражданских — как боец 77-го командования Резерва Армии, преемника 77-й дивизии.
Одним из потомков Пайла является художник Дэн Пайл (англ. Dan Pyle).

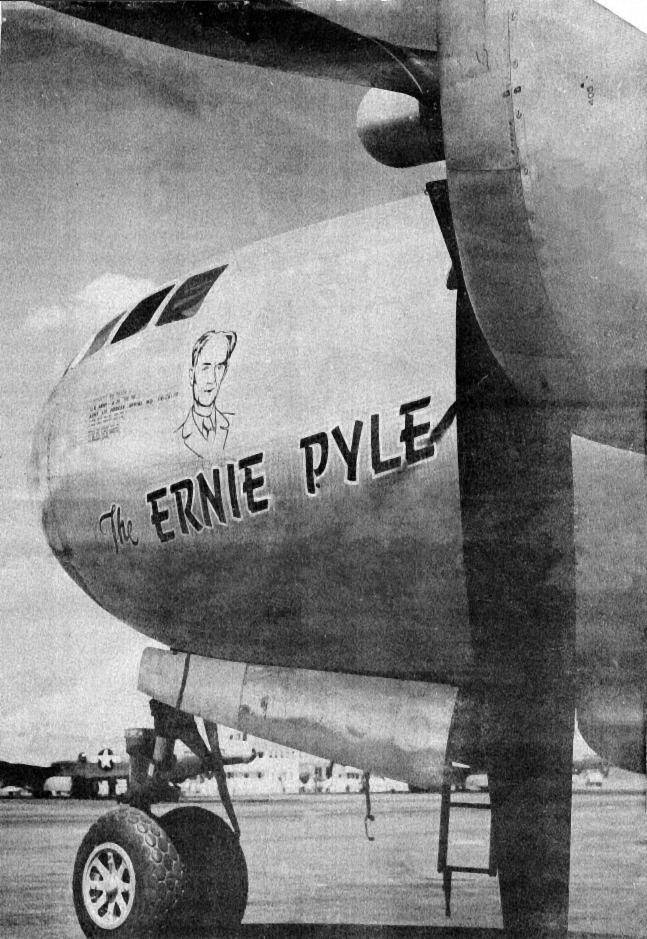
Боинг Б-29 «Эрни Пайл»

## Наследие и память

### B-29
Чтобы почтить память Пайла сотрудники «Боинг-Уичита» оплатили постройку бомбардировщика Boeing B-29, серийный номер 44-70118, который получил имя «Эрни Пайл». Самолёт был передан на Тихоокеанской военный театр, экипажем командовали лейтенант Говард Ф. Липпинкотт, затем и лейтенант Роберт Х. Сильвер. Изначально был приписан ко 2-й эскадрилье на базе ВВС «Кирни», затем 27 мая 1945 года перешёл в подчинение 20-й эскадрилье ВВС на Тихом океане. Оформление носовой части было удалено по прибытии в зону боевых действий, чтобы не делать бомбардировщик основной целью японских истребителей. «Эрни Пайл» пережил войну и был возвращен в Соединенные Штаты 22 октября 1945 года. Он был передан на хранение на базу ВВА «Пайота», штат Техас, и 25 марта 1953 года утилизирован.

### Другие памятники

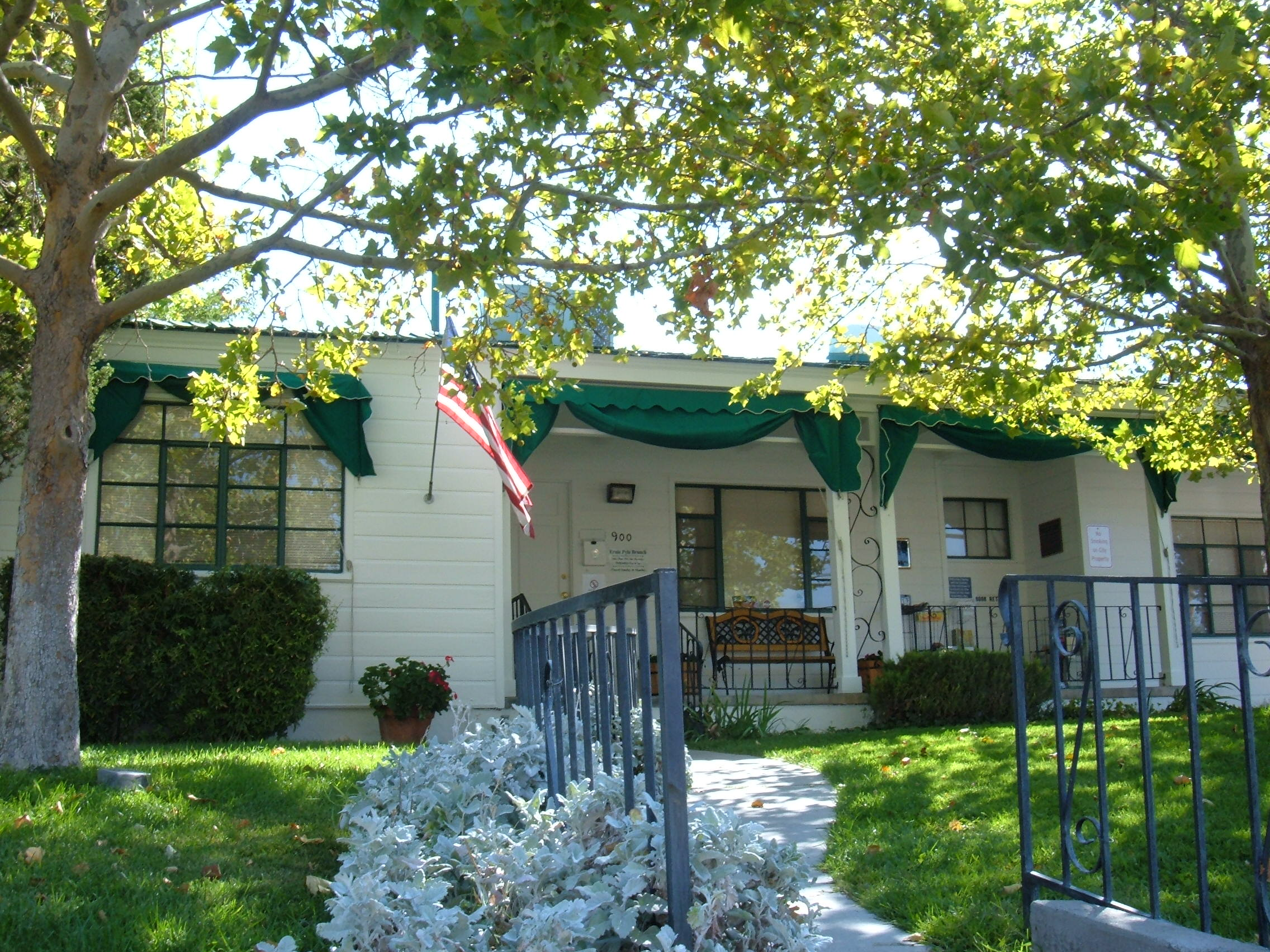
Публичная библиотека имени Эрни Пайла в Альбукерке

- В 2007 году дом и библиотека Эрни Пайла были объявлены Национальным историческим памятником[23].
- Продюсеры фильма 1945 года, «История рядового Джо», в котором роль Пайла сыграл Бёрджесс Мередит, пожертвовали значительную часть доходов на стипендии в Индиане.
- В здании школы журналистики Индианского университета создан зал Эрни Пайла. Стипендия Пайла, учрежденная вскоре после его смерти, присуждается студентам, прошедшим военную службы и имеющим способности в области журналистики.
- В 1947 году последний дом Пайла Альбукерке, Нью-Мексико, была превращён в филиал библиотеки Альбукерка и назван в его честь.[23].
- Сочинения и архивы Пайла находятся в Библиотеке Лилли Индианского университета, а также в музее Эрни Пайла в Дане, штат Индиана и Историческом обществе штата Висконсин.
- Государственный музей Эрни Пайла в Дане включает восстановленный фермерский дом, где Пайл провёл детство, и коллекцию армейских артефактов, связанных с Пайлом, включая медаль «Пурпурное сердце».
- В 1970 году племянник Пайла, Брюс Л. Джонсон, установил на могиле Пайла на острове Оаху мемориальную доску[24].

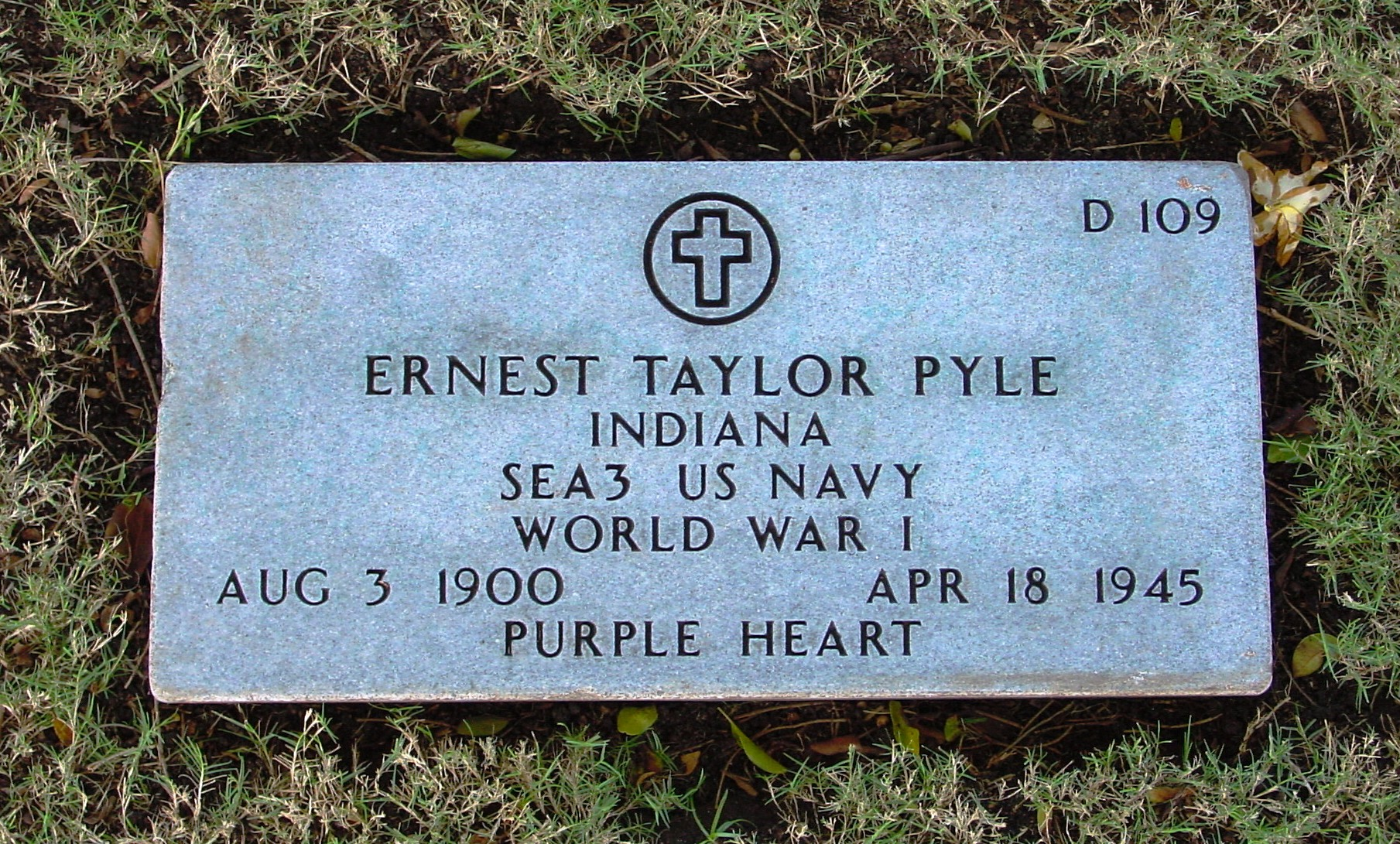
Надгробие Эрни Пайла на мемориальном кладбище в Гонолулу

- В 1971 году была выпущена почтовая марка США номиналом 16 центов в честь Эрни Пайла[25].
- В честь Пайла названо несколько начальных школы возле Даны, Индиана[26], в Индианополисе, Беллфлауэр и Фресно, Калифорния[27]. В Альбукерке, Нью-Мексико, его имя носит средняя школа[28].
- US 36 в Индиане от Данвилла до границы с Иллинойсом носит название Шоссе имени Эрни Пайла. К юго-востоку от Даны находится парк отдыха имени Пайла[29].
- Небольшой остров в озере Кейглс-Миллс возле города Канос в Оуэн-Каунти, штат Индиана, носит имя Пайла[30].
- Театр Такарадзука в центральном районе Токио с 1945 по 1955 год носил название «Театр Эрни Пайл». С 1945 по 1955 год его посетили многие боевые товарищи журналиста.
- Осенью 2014 года бронзовая статуя Пайла была установлена перед Франклин-Холл в кампусе Индианского университета. Во Франклин-Холл разместится Медиа-школа с кафедрой журналистики.[31].
- Дорога в Форт-Райли, Канзас носит имя Эрни Пайла. В Форт-Миде, штат Мэриленд, есть улица Эрни Пайла.